# Pandanus chiliocarpus
Pandanus chiliocarpus là một loài thực vật có hoa trong họ Dứa dại. Loài này được Stapf miêu tả khoa học đầu tiên năm 1906.